# Moreno Torricelli
Moreno Torricelli (Erba, 23 gennaio 1970) è un ex calciatore e allenatore di calcio italiano, di ruolo difensore.

## Biografia
All'epoca della sua militanza nella Juventus, Roberto Baggio lo soprannominò Geppetto, nomignolo che lo accompagnò per tutta la carriera.
La prima moglie Barbara, sposata nel 1995 e morta nel 2010 di leucemia, gli ha dato tre figli. Dopo essere rimasto vedovo, lascia la carriera di allenatore e si ritira con i figli a Lillianes, nella terra d'origine della compagna.
Da metà anni 2010 è occasionalmente opinionista per il canale tematico Juventus TV e per Rai Sport.

## Carriera

### Giocatore

#### Club

##### Gli inizi
Terzino volitivo e dalla grande grinta, inizia a giocare nella formazione Pulcini della Folgore Verano. Visionato dal Como, disputa in prestito con gli azzurri il campionato Allievi Regionali, ma non riesce a convincere tornando così alla base. Con la formazione di Verano Brianza arriva a giocare in prima squadra fino al campionato 1987-1988. A fine stagione viene ceduto all'Oggiono, appena approdato nel campionato lombardo di Promozione. Rimane con i rossoblù per due annate prima di essere ceduto alla Caratese, in Serie D.

##### Juventus

Torricelli interviene in scivolata sull'interista Bergkamp nel derby d'Italia del 28 novembre 1993.

All'inizio degli anni 1990 lavora come falegname in una fabbrica di mobili della Brianza e gioca a calcio solo a livello dilettantistico, ma grazie a un'amichevole disputata proprio dalla Caratese contro la Juventus, la sua vita cambia: nella primavera 1992 viene aggregato ai bianconeri per un periodo di prova, impressionando positivamente l'allenatore Giovanni Trapattoni, sicché l'estate seguente viene acquistato per 50 milioni di lire.
Esordisce in Serie A il 13 settembre 1992 nella partita contro l'Atalanta, vinta per 4-1. Non patisce il grande salto di categoria e diviene subito un titolare inamovibile dei bianconeri, che in quella stagione si aggiudicano la Coppa UEFA battendo in finale i tedeschi del Borussia Dortmund.
Le due annate migliori per il giocatore sono quelle 1994-1995 e 1995-1996: in tale biennio vince infatti lo scudetto, la Coppa Italia, la Champions League, la Coppa Intercontinentale, la Supercoppa italiana e la Supercoppa UEFA. In questo periodo, il 10 settembre 1995 realizza il suo primo gol nel massimo campionato italiano, siglando il momentaneo raddoppio nel 4-0 al Piacenza. Nelle stagioni 1996-1997 e 1997-1998 è ancora protagonista, conquistando due nuovi titoli nazionali e un'altra Supercoppa italiana, raggiungendo in più altre due finali di Champions League.

##### Fiorentina e ultimi anni
Nell'estate 1998, finito nel frattempo ai margini della rosa juventina, chiede e ottiene di essere ceduto alla Fiorentina; tra le ragioni principali della scelta c'è il sopravvenuto arrivo a Firenze di Trapattoni, l'allenatore che lo aveva scoperto e valorizzato sei anni prima. Disputa quattro stagioni con i viola, vincendo la Coppa Italia 2000-2001.

Da sinistra: Edmundo, Batistuta, Torricelli e Rui Costa alla Fiorentina durante la finale di andata della Coppa Italia 1998-1999.

Nell'estate 2002, dopo una retrocessione sul campo in Serie B, sopraggiunge il fallimento economico per la società toscana, che svincola così tutta la sua rosa. Dopo un semestre senza contratto, nel gennaio 2003 il difensore si trasferisce in Spagna nelle file dell'Espanyol, dove milita per due campionati.
Torna in Italia nel novembre 2004, dopo alcuni mesi da svincolato, accasandosi all'Arezzo, in Serie B; lo stesso mese fa il suo esordio con la squadra allenata da Pasquale Marino e contestualmente nel campionato cadetto, contro il Catanzaro. Chiude l'esperienza aretina dopo avere totalizzato 26 presenze, contribuendo alla permanenza in categoria del club.
Nell'estate 2006 si allena brevemente con i giocatori senza contratto, prima di ritirarsi definitivamente dal calcio giocato.

#### Nazionale
Tra il 1996 e il 1999 ricevette 21 convocazioni nella nazionale italiana, totalizzando 10 presenze. Dopo aver esordito il 24 gennaio 1996 nell'amichevole contro il Galles vinta 3-0, disputò il campionato d'Europa 1996 agli ordini del commissario tecnico Arrigo Sacchi, scendendo in campo nell'ultima gara della fase a gironi (Germania-Italia 0-0), che sancì l'eliminazione degli Azzurri. In seguito prese parte, senza giocare alcun incontro, al campionato del mondo 1998, chiamato dal CT Cesare Maldini. Restò nel giro della nazionale anche nei primi mesi della gestione di Dino Zoff, disputando la sua ultima gara il 10 febbraio 1999 (Italia-Norvegia 0-0).

### Dopo il ritiro

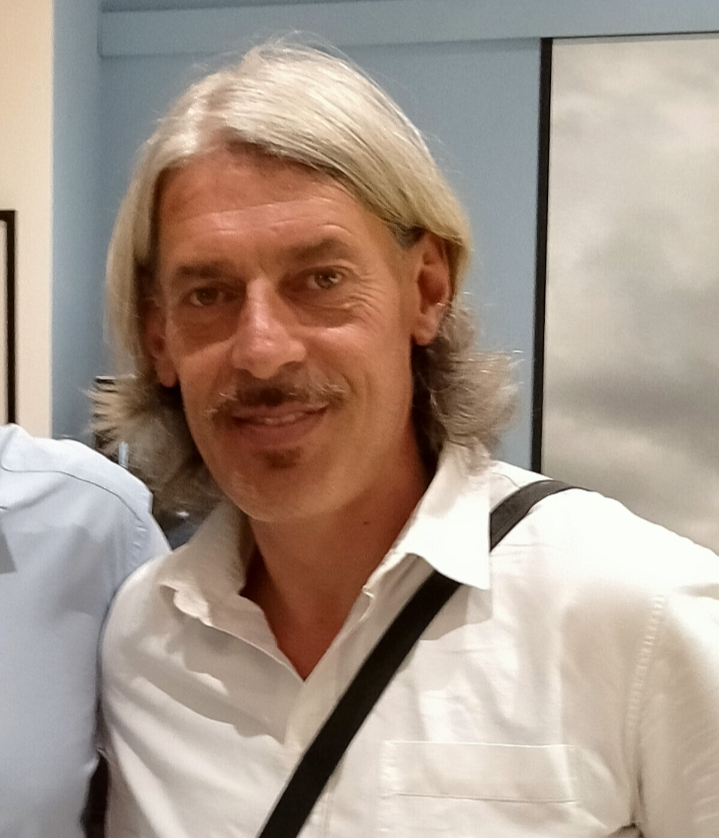
Torricelli nel 2020

Nel 2007-2008 è alla guida degli "Esordienti Regionali" della Fiorentina, ruolo che condivide con un altro ex viola, Massimo Orlando. Il 17 febbraio 2009 diventa l'allenatore della Pistoiese, ma l'esordio non è molto felice: nonostante il punto guadagnato (1-1) sul campo del Foggia, Torricelli si fa espellere dopo soli 19' per proteste. Con la compagine arancione non riesce a centrare la salvezza, svanita per via della sconfitta subìta nei play-out contro il Foligno.
Il 23 giugno 2009 viene nominato allenatore del Figline, neopromosso in Prima Divisione; si avvale della collaborazione di Gianmatteo Mareggini come preparatore dei portieri e di Anselmo Robbiati come allenatore in seconda. Al termine della stagione, in cui sfiora l'accesso alla zona play-off, si dimette dall'incarico.
Nell'estate 2014 viene ingaggiato dal Pont Donnaz Hône Arnad, club sovracomunale valdostano, come supervisore delle formazioni giovanili.

## Statistiche

### Presenze e reti nei club
| Stagione            | Squadra           | Campionato        | Campionato | Campionato | Coppe nazionali | Coppe nazionali | Coppe nazionali | Coppe continentali | Coppe continentali | Coppe continentali | Altre coppe | Altre coppe | Altre coppe | Totale | Totale |
| Stagione            | Squadra           | Comp              | Pres       | Reti       | Comp            | Pres            | Reti            | Comp               | Pres               | Reti               | Comp        | Pres        | Reti        | Pres   | Reti   |
| ------------------- | ----------------- | ----------------- | ---------- | ---------- | --------------- | --------------- | --------------- | ------------------ | ------------------ | ------------------ | ----------- | ----------- | ----------- | ------ | ------ |
| 1988-1989           | Oggiono           | Ecc.              | 15         | 0          | -               | -               | -               | -                  | -                  | -                  | -           | -           | -           | 15     | 0      |
| 1989-1990           | Oggiono           | Ecc.              | 34         | 0          | -               | -               | -               | -                  | -                  | -                  | -           | -           | -           | 34     | 0      |
| Totale Oggiono      | Totale Oggiono    | Totale Oggiono    | 49         | 0          |                 | -               | -               |                    | -                  | -                  |             | -           | -           | 49     | 0      |
| 1990-1991           | Caratese          | D                 | 27         | 2          | -               | -               | -               | -                  | -                  | -                  | -           | -           | -           | 27     | 2      |
| 1991-1992           | Caratese          | D                 | 30         | 1          | -               | -               | -               | -                  | -                  | -                  | -           | -           | -           | 30     | 1      |
| Totale Caratese     | Totale Caratese   | Totale Caratese   | 57         | 3          |                 | -               | -               |                    | -                  | -                  |             | -           | -           | 57     | 3      |
| 1992-1993           | Juventus          | A                 | 30         | 0          | CI              | 8               | 0               | CU                 | 10                 | 1                  | -           | -           | -           | 48     | 1      |
| 1993-1994           | Juventus          | A                 | 32         | 0          | CI              | 1               | 0               | CU                 | 8                  | 0                  | -           | -           | -           | 41     | 0      |
| 1994-1995           | Juventus          | A                 | 26         | 0          | CI              | 6               | 0               | CU                 | 9                  | 0                  | -           | -           | -           | 41     | 0      |
| 1995-1996           | Juventus          | A                 | 28         | 1          | CI              | 2               | 0               | UCL                | 8                  | 1                  | SI          | 1           | 0           | 39     | 2      |
| 1996-1997           | Juventus          | A                 | 17         | 0          | CI              | 3               | 0               | UCL                | 5                  | 0                  | SU+CInt     | 2+1         | 0           | 28     | 0      |
| 1997-1998           | Juventus          | A                 | 20         | 0          | CI              | 6               | 0               | UCL                | 7                  | 0                  | SI          | 0           | 0           | 33     | 0      |
| Totale Juventus     | Totale Juventus   | Totale Juventus   | 153        | 1          |                 | 26              | 0               |                    | 47                 | 2                  |             | 4           | 0           | 230    | 3      |
| 1998-1999           | Fiorentina        | A                 | 31         | 2          | CI              | 9               | 1               | CU                 | 2                  | 0                  | -           | -           | -           | 42     | 3      |
| 1999-2000           | Fiorentina        | A                 | 15         | 0          | CI              | 2               | 0               | UCL                | 6                  | 0                  | -           | -           | -           | 23     | 0      |
| 2000-2001           | Fiorentina        | A                 | 24         | 0          | CI              | 5               | 0               | CU                 | 0                  | 0                  | -           | -           | -           | 29     | 0      |
| 2001-2002           | Fiorentina        | A                 | 29         | 0          | CI              | 0               | 0               | CU                 | 3                  | 0                  | SI          | 0           | 0           | 32     | 0      |
| Totale Fiorentina   | Totale Fiorentina | Totale Fiorentina | 99         | 2          |                 | 16              | 1               |                    | 11                 | 0                  |             | 0           | 0           | 126    | 3      |
| gen.-giu. 2003      | Espanyol          | PD                | 18         | 0          | CR              | 0               | 0               | -                  | -                  | -                  | -           | -           | -           | 18     | 0      |
| 2003-2004           | Espanyol          | PD                | 15         | 0          | CR              | 1               | 0               | -                  | -                  | -                  | -           | -           | -           | 16     | 0      |
| Totale Espanyol     | Totale Espanyol   | Totale Espanyol   | 33         | 0          |                 | 1               | 0               |                    | -                  | -                  |             | -           | -           | 34     | 0      |
| nov. 2004-giu. 2005 | Arezzo            | B                 | 26         | 1          | CI              | 0               | 0               |                    | -                  | -                  | -           | -           | -           | 26     | 1      |
| Totale carriera     | Totale carriera   | Totale carriera   | 417        | 7          |                 | 43              | 1               |                    | 58                 | 2                  |             | 4           | 0           | 522    | 10     |

### Cronologia presenze e reti in nazionale
| Cronologia completa delle presenze e delle reti in nazionale ― Italia | Cronologia completa delle presenze e delle reti in nazionale ― Italia | Cronologia completa delle presenze e delle reti in nazionale ― Italia | Cronologia completa delle presenze e delle reti in nazionale ― Italia | Cronologia completa delle presenze e delle reti in nazionale ― Italia | Cronologia completa delle presenze e delle reti in nazionale ― Italia | Cronologia completa delle presenze e delle reti in nazionale ― Italia | Cronologia completa delle presenze e delle reti in nazionale ― Italia |
| Data                                                                  | Città                                                                 | In casa                                                               | Risultato                                                             | Ospiti                                                                | Competizione                                                          | Reti                                                                  | Note                                                                  |
| --------------------------------------------------------------------- | --------------------------------------------------------------------- | --------------------------------------------------------------------- | --------------------------------------------------------------------- | --------------------------------------------------------------------- | --------------------------------------------------------------------- | --------------------------------------------------------------------- | --------------------------------------------------------------------- |
| 24-1-1996                                                             | Terni                                                                 | Italia                                                                | 3 – 0                                                                 | Galles                                                                | Amichevole                                                            | -                                                                     | 46’                                                                   |
| 29-5-1996                                                             | Cremona                                                               | Italia                                                                | 2 – 2                                                                 | Belgio                                                                | Amichevole                                                            | -                                                                     | 46’                                                                   |
| 1-6-1996                                                              | Budapest                                                              | Ungheria                                                              | 0 – 2                                                                 | Italia                                                                | Amichevole                                                            | -                                                                     |                                                                       |
| 19-6-1996                                                             | Manchester                                                            | Italia                                                                | 0 – 0                                                                 | Germania                                                              | Euro 1996 - 1º turno                                                  | -                                                                     | 77’                                                                   |
| 6-11-1996                                                             | Sarajevo                                                              | Bosnia ed Erzegovina                                                  | 2 – 1                                                                 | Italia                                                                | Amichevole                                                            | -                                                                     | 70’                                                                   |
| 28-1-1998                                                             | Catania                                                               | Italia                                                                | 3 – 0                                                                 | Slovacchia                                                            | Amichevole                                                            | -                                                                     | 62’                                                                   |
| 10-10-1998                                                            | Udine                                                                 | Italia                                                                | 2 – 0                                                                 | Svizzera                                                              | Qual. Euro 2000                                                       | -                                                                     |                                                                       |
| 18-11-1998                                                            | Salerno                                                               | Italia                                                                | 2 – 2                                                                 | Spagna                                                                | Amichevole                                                            | -                                                                     | 45’                                                                   |
| 16-12-1998                                                            | Roma                                                                  | Italia                                                                | 6 – 2                                                                 | World Stars                                                           | Amichevole                                                            | -                                                                     | 46’                                                                   |
| 10-2-1999                                                             | Pisa                                                                  | Italia                                                                | 0 – 0                                                                 | Norvegia                                                              | Amichevole                                                            | -                                                                     | 46’                                                                   |
| Totale                                                                |                                                                       | Presenze                                                              | 10                                                                    |                                                                       | Reti                                                                  | 0                                                                     |                                                                       |

### Statistiche da allenatore
Statistiche aggiornate al 9 maggio 2010.
| Stagione        | Squadra         | Campionato      | Campionato | Campionato | Campionato | Campionato | Coppe nazionali | Coppe nazionali | Coppe nazionali | Coppe nazionali | Coppe nazionali | Coppe continentali | Coppe continentali | Coppe continentali | Coppe continentali | Coppe continentali | Altre coppe | Altre coppe | Altre coppe | Altre coppe | Altre coppe | Totale | Totale | Totale | Totale | % Vittorie |
| Stagione        | Squadra         | Comp            | G          | V          | N          | P          | Comp            | G               | V               | N               | P               | Comp               | G                  | V                  | N                  | P                  | Comp        | G           | V           | N           | P           | G      | V      | N      | P      | %          |
| --------------- | --------------- | --------------- | ---------- | ---------- | ---------- | ---------- | --------------- | --------------- | --------------- | --------------- | --------------- | ------------------ | ------------------ | ------------------ | ------------------ | ------------------ | ----------- | ----------- | ----------- | ----------- | ----------- | ------ | ------ | ------ | ------ | ---------- |
| feb.-giu. 2009  | Pistoiese       | 1D              | 12+2       | 5+1        | 4          | 3+1        | CI-LP           | 0               | 0               | 0               | 0               | -                  | -                  | -                  | -                  | -                  | -           | -           | -           | -           | -           | 14     | 6      | 4      | 4      | 42,86      |
| 2009-2010       | Figline         | 1D              | 34         | 12         | 10         | 12         | CI+CI-LP        | 2+1             | 1+0             | 1               | 1+0             | -                  | -                  | -                  | -                  | -                  | -           | -           | -           | -           | -           | 37     | 13     | 11     | 13     | 35,14      |
| Totale carriera | Totale carriera | Totale carriera | 46+2       | 17+1       | 14         | 15+1       |                 | 3               | 1               | 1               | 1               |                    | -                  | -                  | -                  | -                  |             | -           | -           | -           | -           | 51     | 19     | 15     | 17     | 37,25      |

## Palmarès

### Giocatore

#### Club

##### Competizioni nazionali
- Campionato italiano: 3

Juventus: 1994-1995, 1996-1997, 1997-1998
- Coppa Italia: 2

Juventus: 1994-1995
Fiorentina: 2000-2001
- Supercoppa italiana: 2

Juventus: 1995, 1997

##### Competizioni internazionali
- Coppa UEFA: 1

Juventus: 1992-1993
- UEFA Champions League: 1

Juventus: 1995-1996
- Coppa Intercontinentale: 1

Juventus: 1996
- Supercoppa UEFA: 1

Juventus: 1996